# Hậu tố
Hậu tố (tiếng Anh: suffix), còn gọi là tiếp vĩ ngữ, là một phụ tố được đặt ở cuối mỗi từ. Một ví dụ thường thấy của hậu tố là thể cách trong việc chia động từ.

## Áp dụng
Dưới đây là một vài ví dụ trong các ngôn ngữ trên thế giới:

### Tiếng Anh
- A boy - boys: một cậu bé - những cậu bé (danh từ số ít chuyển sang số nhiều bằng cách thêm hậu tố -s)
- She wants: Cô ấy muốn (động từ "want" nguyên thể, đi với she - ngôi thứ ba số ít thì phải thêm -s)
- They closed the door: Họ đã đóng cửa lại. (động từ "close" nguyên thể, chia ở thì quá khứ đơn thì thêm đuôi -ed)
- Hope=hopeless hoặc hopelessly

### Tiếng Pháp
- De beaux jours: hậu tố -x để chỉ số nhiều
- Elle est passablement jolie: hậu tố -e để biến tính từ thành giống cái, phù hợp với chủ ngữ là giống cái

### Tiếng Đức
- mein computer
- meines computers: Sở hữu cách
- meinem computer: Tặng cách
- meinen computer: Đối cách